# Cardepia mauretanica
Cardepia mauretanica là một loài bướm đêm trong họ Noctuidae.